# 库林塞契步枪军

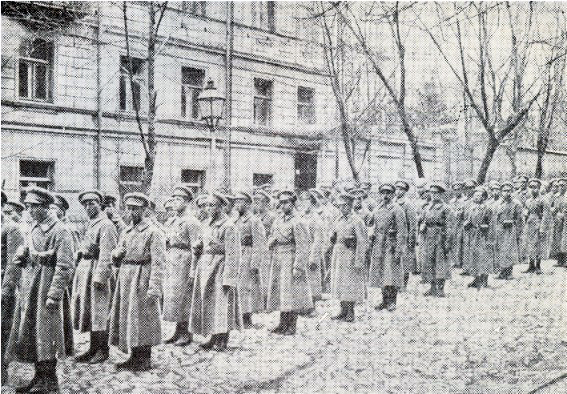
库林塞契步枪军

库林塞契步枪军是乌克兰人民军最初的一批正规军事单位之一。该部队曾在1917-1919年间與蘇維埃俄國軍隊以及俄国白军作战，該部隊由奧匈帝國陸軍中的乌克兰人官兵（来自乌克兰塞契步枪军）和地方志愿者组成。
基辅战役期間基辅被蘇俄軍隊攻佔後，库林塞契步枪军從基輔撤出。1919年12月6日，库林塞契步枪军解散。一些前步枪军士兵遭波蘭共和國軍拘留。